# Georg Lang von Langen
Georg Karl Friedrich Michel Lang von Langen (* 26. März 1868 in Schmalkalden; † 4. Mai 1945 in Riederau am Ammersee) war ein deutscher Verwaltungsbeamter.

## Leben
Georg Lang von Langen wurde als Georg Karl Friedrich Michel geboren und nach Adoption durch Fräulein Agnes Lang von Langen am 18. Januar 1901 als Michel Lang von Langen in Stuttgart württembergisch nobilitiert.
Er studierte an der Kaiser-Wilhelms-Universität Straßburg und der Friedrich-Wilhelms-Universität zu Berlin Rechtswissenschaft. Er wurde im Corps Suevia Straßburg (1889) und im Corps Normannia Berlin (1890) recipiert. Nach dem ersten Staatsexamen 1893 und der Promotion trat er zunächst in den preußischen Staatsdienst ein. 1899 bestand er die Prüfung zum Regierungsassessor. Er trat Ende 1900 in den württembergischen Staatsdienst über und legte 1901 in Stuttgart die zweite höhere Verwaltungsdienstprüfung ab. Im Mai 1901 wechselte er als Regierungsassessor zum Bezirkspräsidium und der Kreisdirektion Metz. Von 1906 bis 1916 war er Kreisdirektor des Kreises Altkirch und von 1918 bis 1918 des Kreises Erstein. Nach dem Ersten Weltkrieg wurde er im März 1919 zunächst Hilfsberichterstatter bei der Regierung des Donaukreises in Ulm. Im Mai 1919 wurde er stellvertretender Oberamtmann am zu Preußen gehörenden Oberamt Sigmaringen. Zu Beginn des Jahres 1921 wurde er zum Geheimen Regierungsrat bei der Regierung in Sigmaringen ernannt. Von März bis August 1921 war er kommissarisch Landrat des Landkreises Ziegenrück in Ranis in Thüringen. Im August 1921 kehrte er als Oberamtmann und Amtsvorstand des Oberamts Sulz nach Württemberg zurück. Ab 1924 war er Oberamtsvorstand beziehungsweise ab 1928 Landrat des Oberamts Gaildorf. Nicht Mitglied der NSDAP, trat er Ende Juli 1933 in den Ruhestand. Sein Sohn Ingo Lang von Langen, zu jener Zeit Oberbürgermeister von Esslingen, legte sein Amt 1933 ebenfalls nieder.